# Acacia quadrangularis
Acacia quadrangularis é uma espécie de leguminosa do gênero Acacia, pertencente à família Fabaceae.